# Burlacu, Cahul
Burlacu este un sat în raionul Cahul, Republica Moldova, reședința comunei cu același nume.
Structură etnică
     moldoveni (92,1%)
     ucraineni (0,6%)
     ruși (0,76%)
     găgăuzi (3,43%)
     bulgari (1,31%)
     români (1,63%)
     evrei (0%)
     polonezi (0%)
     țigani (0%)
     alte etnii / nedeclarată (0,17%)
Conform datelor recensământului din 2004, populația localității este de 1.835 locuitori, dintre care 935 (50,95%) bărbați și 900 (49,05%) femei. Structura etnică a populației în cadrul localității arată astfel:
- moldoveni — 1.690;
- ucraineni — 11;
- ruși — 14;
- găgăuzi — 63;
- bulgari — 24;
- români — 30;
- altele / nedeclarată — 3.